# Kaznějov
Kaznějov (v místním nářečí Kazňov, německy Gaßnau) je město v okrese Plzeň-sever v Plzeňském kraji. Leží dvacet kilometrů severně od Plzně na silnici I/27 spojující Plzeň s Mostem v mělkém údolí Kaznějovského potoka. Žije v něm přibližně 3 100 obyvatel.
Na severu Kaznějov sousedí s Rybnicí, na východě s Oborou, na jihovýchodě s hospodářským dvorem Býkovem, na jihozápadě s městečkem Horní Bříza a na západě s Mrtníkem. Západně a jihozápadně od města je uprostřed lesů největší povrchový kaolinový lom ve střední Evropě.

## Název
Název města je pravděpodobně odvozen z domácké podoby osobního jména Kazimír (základ slova kaz- a přípona -něj) ve významu Kaznějův dvůr. V historických pramenech se název objevuje ve tvarech: Kaznew (1146), Casnaw (1346), v Kaznějově (1420), Kazňov (1420), „na Kazniegowu“ (1501), Kazniegow (1502), Kasenau nebo Kaznau a Kazniow (1833) a Kázňov (1854). Dále se používaly také tvary: Kazňau, Kasniau, Kazniau, Kazňov a Kaznow. V letech 1939–1945 se město jmenovalo německy Gaßnau.

## Historie
Kaznějov je poprvé zmiňován roku 1144, kdy jej český kníže Vladislav II. daroval jím založenému cisterciáckému klášteru v Plasích. Mniši kláštera ves pravděpodobně zrušili, protože v potvrzení majetku kláštera papežem Inocencem IV. z roku 1250 je Kaznějov uváděn jako grangie. Ta byla tvořena propugnaculem, to je opevněným obytným domem uvnitř většího celku, chlévy, ratejnou, pravděpodobně stodolou, sýpkou s kamenným sklepem a refektářem, společnou jídelnou mnichů.
V průběhu 14. století cisterciáci opustili hospodaření se systémem dvorů, grangie rušili a na jejich místě opět zakládali vsi. Opětovným založením Kaznějova byl roku 1346 pověřen kralovický rychtář a lokátor Petr, který rozdělil pozemky dvora na 16 lánů a osadil je sedláky podle zákupního práva. Za svou práci dostal kaznějovskou rychtu, propugnaculum grangie s chlévy, svobodný lán, třetí díl pokut a navrch právo postavit u Kaznějova na klášterním rybníce mlýn. Ostatní části dvora připadly osadníkům, část byla připojena k ovčínu, který byl jako jediný z dvora zachován. Rychtář Petr prodal roku 1350 rychtářský úřad Protivovi z Volfštejna, který se v případě potřeby musel v plné zbroji dostavit do kláštera k jeho obraně. Roku 1418 získal rychtu na krátko Hrdoň z Dubjan.
Na počátku husitských válek v roce 1420 získali Kaznějov spolu s dalšími vesnicemi a městečkem Kralovicemi od krále Zikmunda do zástavy katoličtí páni bratři Hanuš a Bedřich z Kolovrat na Libštejně a Krašově. Zikmund však Kaznějov zastavil ještě jednou: Burianovi I. z Gutštejna. Mezi Libštejnskými z Kolovrat a pány z Gutštejna vznikl spor, který nakonec vyhráli Gutštejnové a Kaznějov připojili k panství Dolní Bělé. Za husitských válek bylo v Kaznějově vypleněno šest statků a zanikla i sousední ves Újezd.
Roku 1555 prodali páni z Gutštejna celé dolnobělské panství Šebestiánu Markvartovi z Hrádku, purkrabímu na Karlštejně. Markvartové z Hrádku drželi Kaznějov až do pobělohorských konfiskací. Od královské komory koupil Kaznějov a pustý Újezd pan Vilém z Vřeskovic, později jej na císařovo přání vrátil plaskému klášteru. Rychtářem v té době byl Augustin Bržínský z Poksdorfu, ale v průběhu třicetileté války byla rychta spolu s jedním statkem vypálena. K roku 1654 je v Kaznějově uváděno osm usedlostí, pustý panský mlýn a ovčín, o deset let později to bylo již 24 usedlostí. Opat Kryštof Tengler zřídil poplužní dvůr, ale opat Benedikt Engelken v roce 1681 – na sklonku svého života – dvůr zrušil a jeho pozemky rozdělil mezi tři nové sedláky. Místo původní kaznějovské grangie je neznámé. V majetku kláštera zůstal Kaznějov až do jeho zrušení roku 1785.
V 19. století, v souvislosti s objevem uhelných ložisek, v Kaznějově podnikatel Johann David Starck otevřel roku 1833 východně od obce chemickou továrnu, takzvaná stará továrna kam byla přenesena výroba dýmavé kyseliny sírové z Hromnice. Po požáru dvou olověných komor 7. září 1898 došlo 23. prosince 1901 k definitivnímu ukončení provozu staré továrny. Pokračovatel a syn zakladatele chemičky Johann Antonín Starck v roce 1847 podnik rozšířil o výrobu fosforu z mletých pálených kostí. Po útlumu a ukončení této výroby se do popředí dostalo opět oleum. Roku 1874 na místě současné chemičky vznikla takzvaná nová továrna s několika olejnami. Roku 1879 v nové továrně nechal vybudovat Belgičan G. Delplace nový komorový systém na výrobu koncentrované kyseliny sírové.

### Hornictví
Na okraji města se od 19. do první poloviny 20. století těžilo černé uhlí. Nejstaršími doly byly Francisi a Adalberti (Vojtěch) zřízené v letech 1819 a 1821. Oba brzy poté koupil Johann David Starck, který musel nechat razit dědičnou štolu k jejich odvodnění, ale založil také správní budovu (tzv. Zámeček) a dvě hornické kolonie. Uhlí se těžilo vrátkovými jamami a využívalo se ve Starckově hromnickém podniku.
V roce 1839 bylo nalezeno uhlí v polesí Jalovčiny, kde Starck postupně získal padesát důlních měr. Uhlí se těžilo ze dvou slojí, z nichž svrchní byla v hloubce 67–70 metrů (mocnost 0,4 metru) a spodní s kvalitnějším uhlím se nacházela o čtyři až osm metrů hlouběji. Její mocnost se pohybovala od 0,4 do 0,8 metru. Najatí sedláci vozili uhlí do Hromnic a zpět přiváželi suroviny na výrobu olea. V roce 1857 byla vyhloubena těžní jáma dolu Antonín (Jalovčín) a při využití parního stroje se jí v letech 1857–1862 těžilo 5 600 tun uhlí ročně. Vrcholu těžby (13 200 tun) důl dosáhl v roce 1875. V roce 1902 byl provoz dolu ukončen, ale v letech 1910–1922 byl znovu obnovován a pokračoval ještě v roce 1924.
Dalším kaznějovským dolem býval důl Martini založený roku 1861 na jižním okraji města. Na západním okraji Kaznějova otevřel Johann Anton Starck důl David, kde se uhlí začalo těžit v roce 1872. Důl trpěl silnými přítoky vody, ale přesto se v něm v hloubce 120–140 metrů těžila sloj rozdělená proplástkem na dvě lávky s mocností 2,9 a 1,2 metru. Největšího objemu produkce důl dosáhl po zahájení provozu na železniční trati Plzeň–Žatec (34 500 tun ročně). S hlavní tratí byl spojen vlečkou. V sousedství dolu Starckové založili chemický podnik, kde se od roku 1879 vyráběla kyselina dusičná a od začátku osmdesátých let 19. století také železné mořidlo a modrá skalice. Po smrti Johanna Antona Starcka se jeho podniky v roce 1885 transformovaly na akciovou společnost Dolové a průmyslové závody, dříve J. D. Starck sídlící v Plzni. Roku 1900 celý podnik koupil J. Peschek.
Menšími doly v Kaznějově býval Mortis, který ukončil provoz roku 1895, dále Marie (v provozu v letech 1936–1937), Madera a Honora.

### 20. století
Od roku 1903 se u města těží kaolin. V roce 1930 ve městě byla zahájena výroba kyseliny citronové. Po druhé světové válce byl podnik zestátněn pod názvem Lachema.
V lednu 1934 byl v Kaznějově otevřen hřbitov a přestalo tak pohřbívání kaznějovských na hřbitově v Oboře. První pohřbenou se stala žačka Jaroslava Macháčková. V roce 1997 získal Kaznějov status města.

## Obyvatelstvo
Při sčítání lidu v roce 1921 zde žilo 1 391 obyvatel (z toho 681 mužů), z nichž bylo 1 342 Čechoslováků, 35 Němců, jeden Žid, dva příslušníci jiné národnosti a jedenáct cizinců. Většina (693 lidí) byla bez vyznání, dále převažovali římští katolíci (445) a členové církve československé. Dva lidé byli evangelíky, osm židy a jeden člověk patřil k nezjišťovaným církvím. Podle sčítání lidu z roku 1930 mělo město 1 708 obyvatel: 1 631 Čechoslováků, 56 Němců, jednoho Žida, čtyři Rusy a šestnáct cizinců. Převažovali římští katolíci. Bez vyznání bylo 592 obyvatel, 281 jich patřilo k církvi československé, 26 lidí bylo evangelíky, osm židy a pět jich patřilo k nezjišťovaným církvím.
| Rok            | 1869 | 1880 | 1890 | 1900 | 1910  | 1921  | 1930  | 1950  | 1961  | 1970  | 1980  | 1991  | 2001  | 2011  | 2021  |
| -------------- | ---- | ---- | ---- | ---- | ----- | ----- | ----- | ----- | ----- | ----- | ----- | ----- | ----- | ----- | ----- |
| Počet obyvatel | 507  | 946  | 906  | 911  | 1 291 | 1 391 | 1 708 | 1 939 | 2 120 | 2 581 | 3 267 | 3 193 | 2 999 | 3 031 | 2 934 |
| Počet domů     | 39   | 85   | 80   | 102  | 126   | 145   | 217   | 329   | 343   | 394   | 423   | 470   | 489   | 524   | 555   |

## Městská správa
Od 1. ledna 1986 do 23. listopadu 1990 k městu patřila Rybnice.

### Městské symboly
Znak a vlajka byly městu uděleny rozhodnutím předsedy Poslanecké sněmovny Parlamentu České republiky dne 19. května 1998.

## Doprava
Městem vede železniční trať Plzeň–Žatec–Most, na které se nachází stanice Kaznějov, a autobusová linka Plzeň–Kralovice. Kaznějov leží na silnici první třídy I/27, na kterou navazují silnice nižších tříd III/2318 směr Obora, Dobříč a II/204 Kaznějov–Úněšov.

## Představitelé obce
Dle dochovaných záznamů jsou známi následující představitelé:
- Antonín Karlovec, rychtář (v období kolem roku 1838)
- Jan Šimandl, starosta (1888–1900)
- Václav Kondel, starosta (1900–1906)
- Antonín Němec, starosta (1906–1913)
- Antonín Beránek, starosta (1913–1916)
- Antonín Němec, úřadující první radní (1916–1919)
- František Šmídl, starosta (1919–1925)
- František Vopat, předseda ustavené správní komise (1925)
- Cyril Kovanda, starosta (1925–1927), zemřel ve funkci
- František Triner, starosta (1927–1932)
- Josef Lavička, starosta (1932–1936)
- Václav Juha, starosta (1936–1942), zatčen gestapem, odvezen do koncentračního tábora Buchenwald
- Jaroslav Fiedler, náměstek starosty (1942–1945)
- Vojtěch Rabas, předseda revolučního národního výboru (7. května 1945 – 9. května 1945)
- Josef Müller, předseda revolučního národního výboru (9. května 1945 – 1. června 1945)
- Jaroslav Fiedler, předseda MNV (1. června 1945 –1. prosince 1945)
- Rudolf Štefl, předseda MNV (1. prosince 1945 – 30. června 1946)
- Václav Brůj, předseda MNV (30. června 1946 – 16. července 1948), zemřel ve funkci
- Josef Zeman, předseda MNV (16. července 1948 – 8. května 1952)
- Antonín Bajt, předseda MNV (8. května 1952 – 25. května 1954)
- Antonín Žaloudek, předseda MNV (25. května 1954 – 1959)
- Josef Šimandl, úřadující náměstek (1959–1960)
- Vojtěch Rabas, předseda MNV (1960–1964)
- Josef Křížek, předseda MNV (1964–1970)
- Miroslav Koldinský, předseda MNV (1970–1971)
- František Fakan, předseda MNV (1971–1976)
- Ludvík Krofta, předseda MNV (1976–1985), volební období nedokončil pro nemoc
- František Fakan, úřadující náměstek (1985–1986)
- Antonín Pokorný, předseda MNV (1986–1990)
- Vratislav Jícha, starosta (1990–1998)
- Petr Sýkora, starosta (1998–2018)
- Eva Šimlová, starostka (od 2018)

## Pamětihodnosti
- Kaplička svatého Jana Křtitele[21]
- Brána u čp. 14
- Pomník padlých ve druhé světové válce u obecního úřadu

## Osobnosti
- Matěj Ondřej Kondel (1686–1758), polír a stavitel – bílovský rodák se přiženil na kaznějovský statek Kučerů, jako stavitel se podílel i na stavbě konventu kláštera v Plasích, několika kaplí v okolí, kostela v Mariánské Týnici nebo stavbě fary v Kralovicích[20]
- Johann David Starck (1770–1841), podnikatel – v roce 1833 dostal povolení k zahájení výstavby kaznějovské továrny na výrobu dýmavé kyseliny sírové, kterou následně do Kaznějova přesunul z Hromnic[22]
- Johann Anton Starck (1808–1883), podnikatel, syn Johanna Davida Starcka, poslanec Říšského a Českého zemského sněmu – výrobu v kaznějovské chemičce rozšířil o dočasnou produkci fosforu, postavil novou továrnu na výrobu kyseliny sírové u dolu David a tento hlavní výrobní program vyváží do řady zemí světa[23]
- Anton Schobloch (1835–1900), podnikatel, obchodník – po smrti Johanna Antona Starcka, u kterého pracoval jako obchodní ředitel a který mu odkázal třetinu společnosti, vedl firmu Johann David Starck, kterou roku 1885 převedl na akciovou společnost Dolové a průmyslové závody[22]
- František Hofman (1898–1966), zahrádkář, sokol, ochotník – v roce 1927 nastoupil jako zahradník u továrny Johanna Davida Starcka, kde vybudoval moderní zahradu a skleník s nevídanými exotickými rostlinami, také aktivně zapojil do činnosti místního Sokola, ochotnického divadla a Svazu zahrádkářů a ovocnářů[20]
- J. Peschek, uhelný magnát – roku 1900 se stal vlastníkem kaznějovské chemičky, ukončil výrobu kyseliny sírové ve starém závodě a vše přesunul do areálu v západní části Kaznějova, kde se již vyráběla např. kyselina dusičná či modrá skalice[23]
- Bohumír Cyril Petr (1905–1976), římskokatolický kněz a po určitou dobu člen benediktinského řádu, varhaník, hudební skladatel, hudební vědec, defektolog, topograf, historik[24]
- Vladimír Vyhnis (1911–1942), odbojář
- Anna Vyhnisová (1912–1942), odbojářka
- Karel Fleissig (1912–1976), spisovatel – po studiích filozofie a práv se usadil v Kaznějově, příběhy z Kaznějova a okolí se inspiroval i ve své tvorbě (Hříšné časy) [25][26]
- Václav Němec (1912–2001), učitel, spisovatel, básník – narodil se v Kaznějově na statku čp. 14, vystudoval učitelský ústav v Plzni a poté jako učitel působil převážně na Sokolovsku, kterému věnoval značnou část svého díla[20]
- Rudolf Valeš (1915–1990), hudebník a skladatel – vyučil se zámečníkem a v místní chemické továrně pracoval až do důchodu, celý život se věnoval hudbě, hrál na trubku a harmoniku, zkomponoval celou řadu skladeb pro dechovou hudbu[20]
- Josef Jelínek (1924–1993), chemik, ochotník, malíř – do Kaznějova se přistěhoval v roce 1953 za prací v místní chemické továrně, ve volném čase se věnoval režii v ochotnickém divadle a jeho celoživotním koníčkem bylo malování přírody[20]
- Alfréd Willer (1930–2022), brazilský architekt českého původu – narodil se v Kaznějově jako syn strojního inženýra Viléma Willera, po vpádu nacistů v roce 1939 musela židovská rodina Kaznějov opustit a v roce 1947 se odstěhovala do Brazílie do města São Paulo[27][28]
- Jiří Berger (1950–2008), fotograf – kaznějovský rodák, který se specializoval na letecké fotografování, zejména památkových objektů[29]